# 1305-ös busz
Az 1305-ös jelzésű autóbusz egy regionális autóbuszjárat amely Salgótarjánt köti össze Gyöngyössel. A menetidő 1 óra 45 perc (105 perc), az útvonal hossza 60,6 km.
A járatok közül egy kivételével mind a teljes vonalon, közlekednek, csupán a 3-as számú járat ami Pásztóra érkezik és onnan indul vissza 12-es számmal
.
A járatok Gyöngyöspata, Szurdokpüspöki, Pásztó, Tar, Mátraverebély, Bátonyterenye településeken haladnak keresztül, és a legtöbb útvonalon kihelyezett megállóban megállnak.

## Megállói
| 0                                                                                 | Salgótarján, autóbusz-állomás                     | 1010, 1012, 1020, 1021, 1301, 1305, 1347, 1349, 1351, 1447, 3044, 3075, 3080, 3081 Hatvan–Somoskőújfalu-vasútvonal | Salgótarján Salgótarján autóbusz-állomás  |
| Csak az alábbi járatok: 5 Salgótarán, baglyasaljai felüljáró megállót nem érintik |                                                   | |                                           |
| 1                                                                                 | Salgótarján, VOLÁN központ                        | 1U, 3, 4A, 7A, 7C, 9, 13, 19, 36, 63S, 113 3075, 3080, 3081                                                        | KMKK - Nógrád Megyei Területi Igazgatóság |
| 2                                                                                 | Salgótarján, TESCO áruház                         | 3, 4A, 9, 13, 19, 36, 63S, 113 3075, 3080, 3081                                                                    | Tesco áruház                              |
| 2                                                                                 | Salgótarján, baglyasaljai felüljáró               | 3C, 4, 4A, 14, 46 1012, 1020, 1021, 3080                                                                           |                                           |
| 3                                                                                 | Salgótarján (Zagyvapálfalva), felüljáró           | 9, 13, 19, 63, 63S 1010, 1012, 1021, 1305, 3080                                                                    |                                           |
| 4                                                                                 | Salgótarján, szécsényi útelágazás                 | 9, 13, 19, 63, 63S 1010, 1012, 1021, 1305, 3080                                                                    |                                           |
| 5                                                                                 | Salgótarján, Épületelemgyár                       | Salgótarján tömegközlekedése                                                                                       |                                           |
| 6                                                                                 | Salgótarján, Ipari Park                           | Salgótarján tömegközlekedése                                                                                       |                                           |
| 7                                                                                 | Vizslás, újlak                                    | 1021, 1351, 1354                                                                                                   |                                           |
| 8                                                                                 | Bátonyterenye (Kisterenye), bányatelep            | 1021, 1351, 1354                                                                                                   |                                           |
| 9                                                                                 | Bátonyterenye (Kisterenye), Intézmény bejárati út | 1351, 1354 |                                           |
| 10                                                                                | Bátonyterenye (Kisterenye), ózdi útelágazás       | 1021, 1301, 1349, 1351, 1354                                                                                       |                                           |
| 11                                                                                | Bátonyterenye (Kisterenye), posta                 | 1301 |                                           |
| 12                                                                                | Bátonyterenye (Kisterenye), vásártér              | |                                           |
| 13                                                                                | Bátonyterenye (Maconka), újtelep                  | 1349, 1351, 1354                                                                                                   |                                           |
| 14                                                                                | Bátonyterenye (Maconka), Ózdi út 158.             | 1301, 1349, 1351, 1354                                                                                             |                                           |
| 15                                                                                | Bátonyterenye (Nagybátony), bányaváros            | 1301, 1349, 1351, 1354                                                                                             |                                           |
| 16                                                                                | Bátonyterenye (Nagybátony), Ózdi út 10.           | 1301, 1349, 1351, 1354                                                                                             |                                           |
| 17                                                                                | Mátraverebély, eszpresszó                         | 1021, 1301 |                                           |
| 18                                                                                | Tar, vasútállomás                                 | 1021, 1301 |                                           |
| 19                                                                                | Tar, községháza                                   | 1021, 1301 |                                           |
| 20                                                                                | Tar, Szondy út 14.                                | 1021, 1301 |                                           |
| 21                                                                                | Pásztó, Tejüzem                                   | |                                           |
| 22                                                                                | Pásztó, Általános Iskola                          | |                                           |
| 22                                                                                | Pásztó, Fő út 131. (Temető)                       | |                                           |
| 24                                                                                | Pásztó, Fő út 73. (OTP)                           | 1021, 1024, 1301                                                                                                   |                                           |
| Csak az alábbi járatok: 3,12 Gyöngyös – Szurdokpüspöki – Pásztó                   |                                                   | |                                           |
| 0                                                                                 | Pásztó, vasútállomás                              | |                                           |
| 1                                                                                 | Pásztó, rendelőintézet                            | | Margit Kórház és Rendelőintézet           |
| 25                                                                                | Pásztó, Csillag tér                               | 1021, 1301 |                                           |
| 26                                                                                | Pásztó, Muzslai bejárati út                       | |                                           |
| 27                                                                                | Pásztó, városerdő                                 | |                                           |
| 28                                                                                | Szurdokpüspöki, Szabadság út 299.                 | |                                           |
| 29                                                                                | Szurdokpüspöki, Szabadság út 169.                 | |                                           |
| 30                                                                                | Szurdokpüspöki, óvoda                             | |                                           |
| 31                                                                                | Szurdokpüspöki, Szabadság tér                     | 1021, 1305 |                                           |
| 32                                                                                | Szurdokpüspöki, vasútállomás, bejárati út         | |                                           |
| 33                                                                                | Gyárkémény                                        | |                                           |
| 34                                                                                | Gyöngyöspata, autóbusz-forduló                    | |                                           |
| 35                                                                                | Gyöngyöspata, községháza                          | 1301 |                                           |
| 36                                                                                | Gyöngyöspata, szücsi elágazás                     | 1301 |                                           |
| 37                                                                                | Gyöngyöspata, Rákóczi-tanya                       | |                                           |
| 38                                                                                | Gyöngyöstarjáni elágazás                          | |                                           |
| 39                                                                                | Gyöngyös, gyöngyösoroszi elágazás                 | |                                           |
| 40                                                                                | Gyöngyös, Szent Bertalan Templom                  | |                                           |
| 41                                                                                | Gyöngyös, autóbusz-állomás                        | 1049, 1050, 1054, 1301                                                                                             |                                           |